# 大阪市立緑中学校
大阪市立緑中学校（おおさかしりつ みどりちゅうがっこう）は、大阪府大阪市鶴見区にある公立中学校。
鶴見緑地の西側に位置し、大阪市の都市計画で緑地帯となっている地域でもあることが、校名の由来となっている。

## 沿革
- 1959年4月1日 - 大阪市立菫中学校から分離開校。

## 著名な出身者
- 石倉三郎 - コメディアン、俳優
- 中恭太 - 吉本新喜劇
- 桑野議 - 元プロ野球選手
- 大工谷真波 - ソフトボール選手
- 市口侑果 - ソフトボール選手（東京オリンピック金メダリスト）

## 通学区域
- 大阪市立鶴見小学校、大阪市立鶴見南小学校、大阪市立みどり小学校の通学区域。
  - 大阪市鶴見区 鶴見1-6丁目、緑1-3丁目。

## 交通
- 地下鉄長堀鶴見緑地線 今福鶴見駅 北東へ約1km
- 地下鉄今里筋線 新森古市駅 南東へ約1.2km
- 大阪シティバス 鶴見商業高校前バス停から西へ約300m、または鶴見6丁目バス停から東へ約400m